# Torrejón de la Calzada
Torrejón de la Calzada è un comune spagnolo di 4 890 abitanti situato nella comunità autonoma di Madrid.